# Tall Maruf
Tall Maruf – wieś w Syrii, w muhafazie Al-Hasaka, w dystrykcie Al-Kamiszli. W 2004 roku liczyła 2632 mieszkańców.